# Narberth Castle
Narberth Castle (walisisk: Castell Arberth) er ruinen af en normannisk borg i byen Narberth, Pembrokeshire, West Wales. Den er en del af Landsker Line.
En krønike i Cotton library nævner at at Gruffydd ap Rhys angreb og ødelagde borgren arberth i 1116; dette er dog sandsynligvis en omtale af den nærliggende Sentence Castle, da stenfæstningen Narberth ikke var blevet bygget før 100 år senere.
Under glyndwroprøret i begyndelsen af 1400-tallet blev den ikke erobret. Oliver Cromwell erobrede den under den den engelske borgerkrig i midten af 1600-tallet, og den blev herefter ødelagt.